# Futbol a Hongria

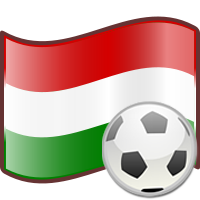

El futbol és l'esport més popular a Hongria. És organitzat per la Federació Hongaresa de Futbol, fundada el 1901.

## Història

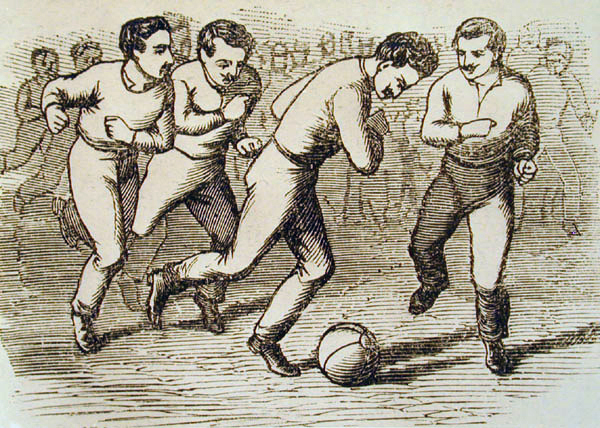
Primera imatge d'un partit de futbol a Hongria.

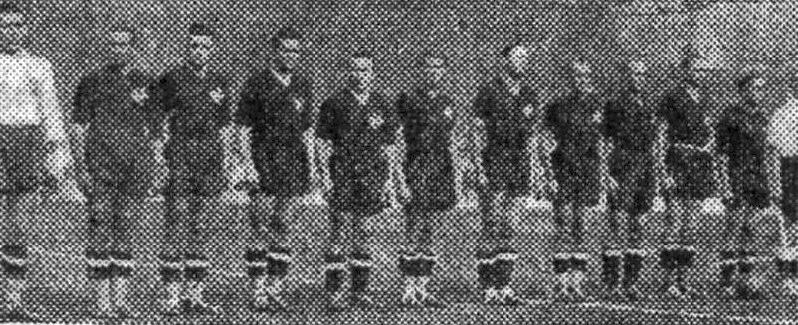
Hongria el 1938.

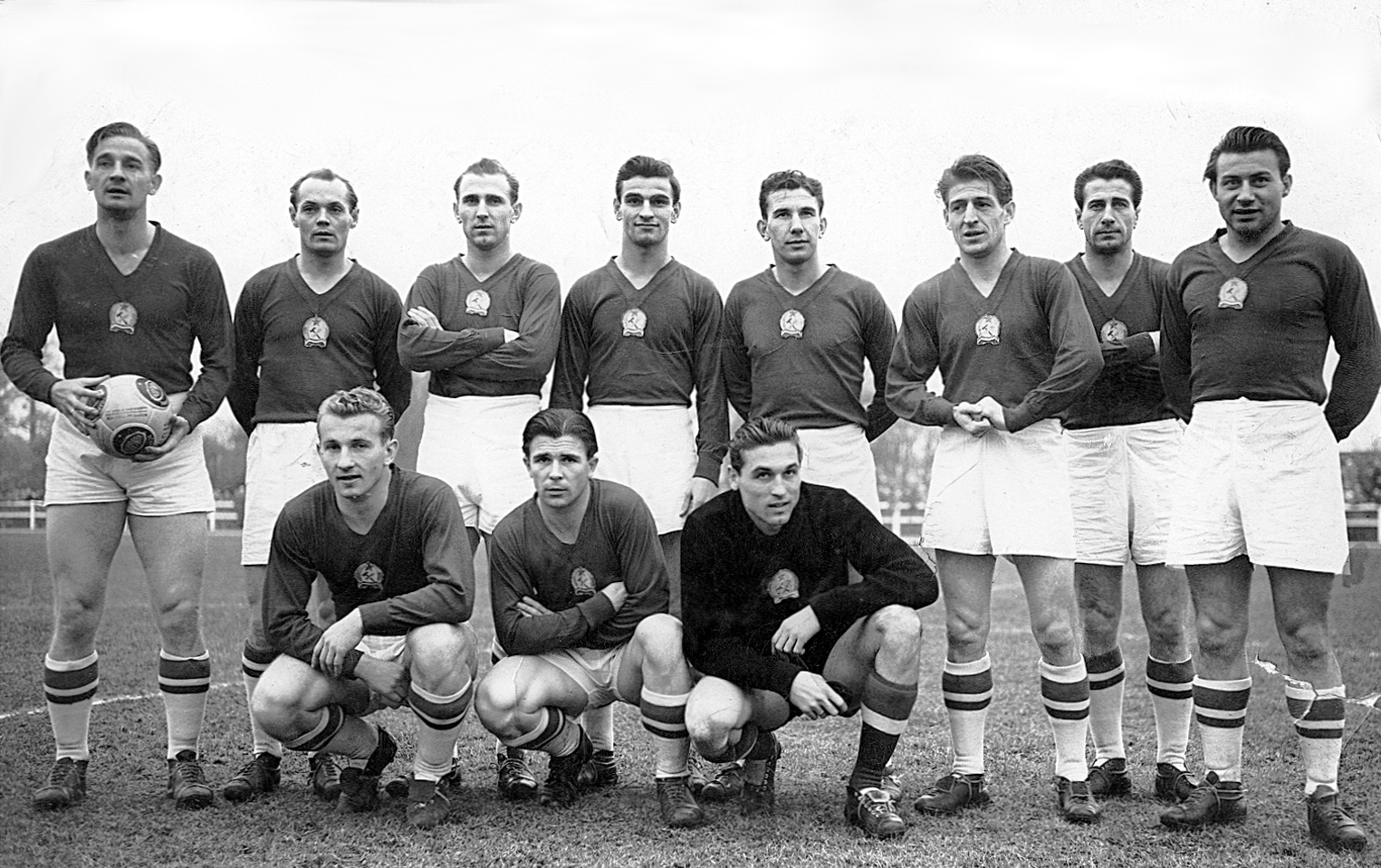
Hongria el 1953.

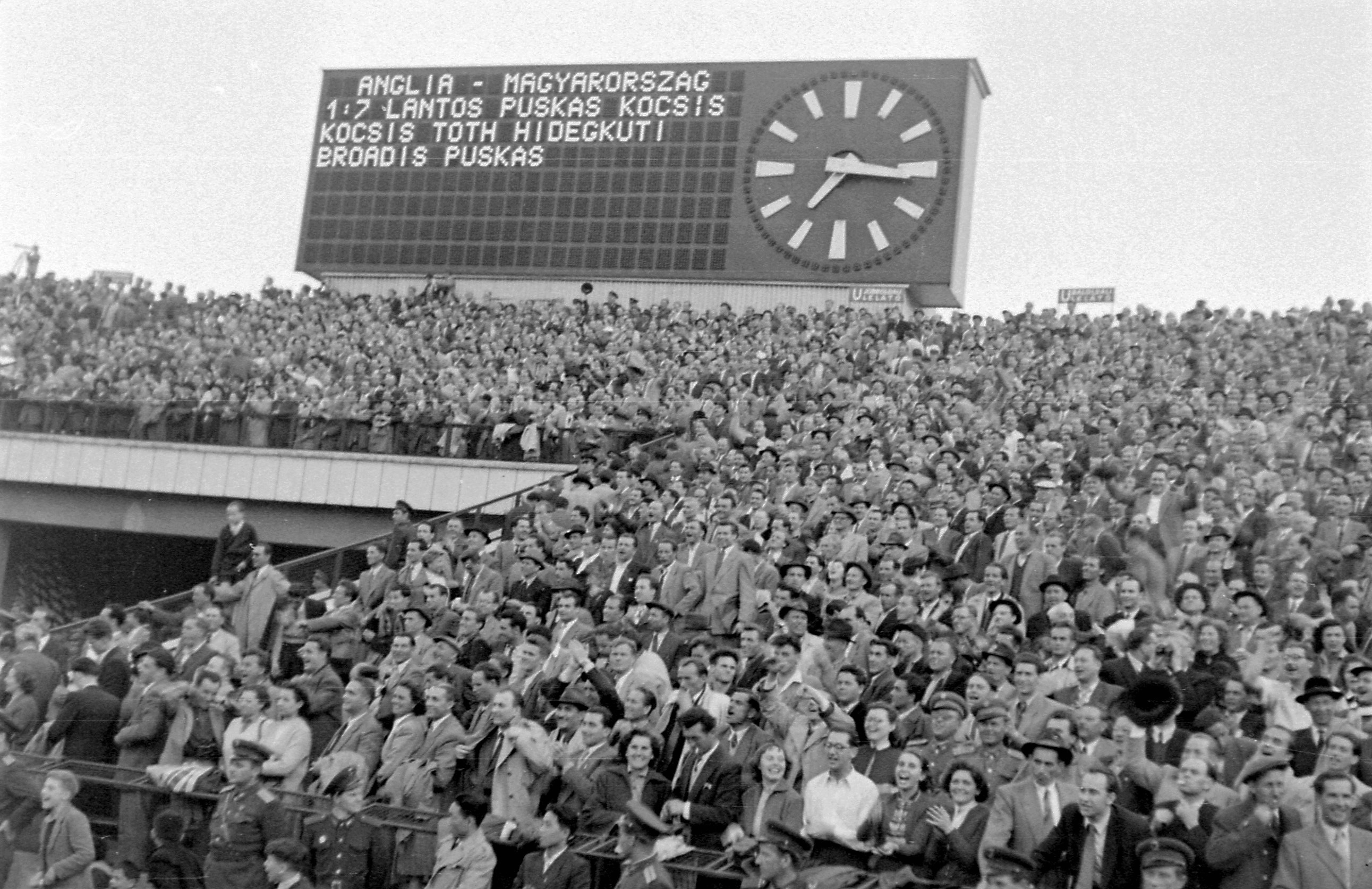
1954 Hongria 7 – Anglaterra 1.

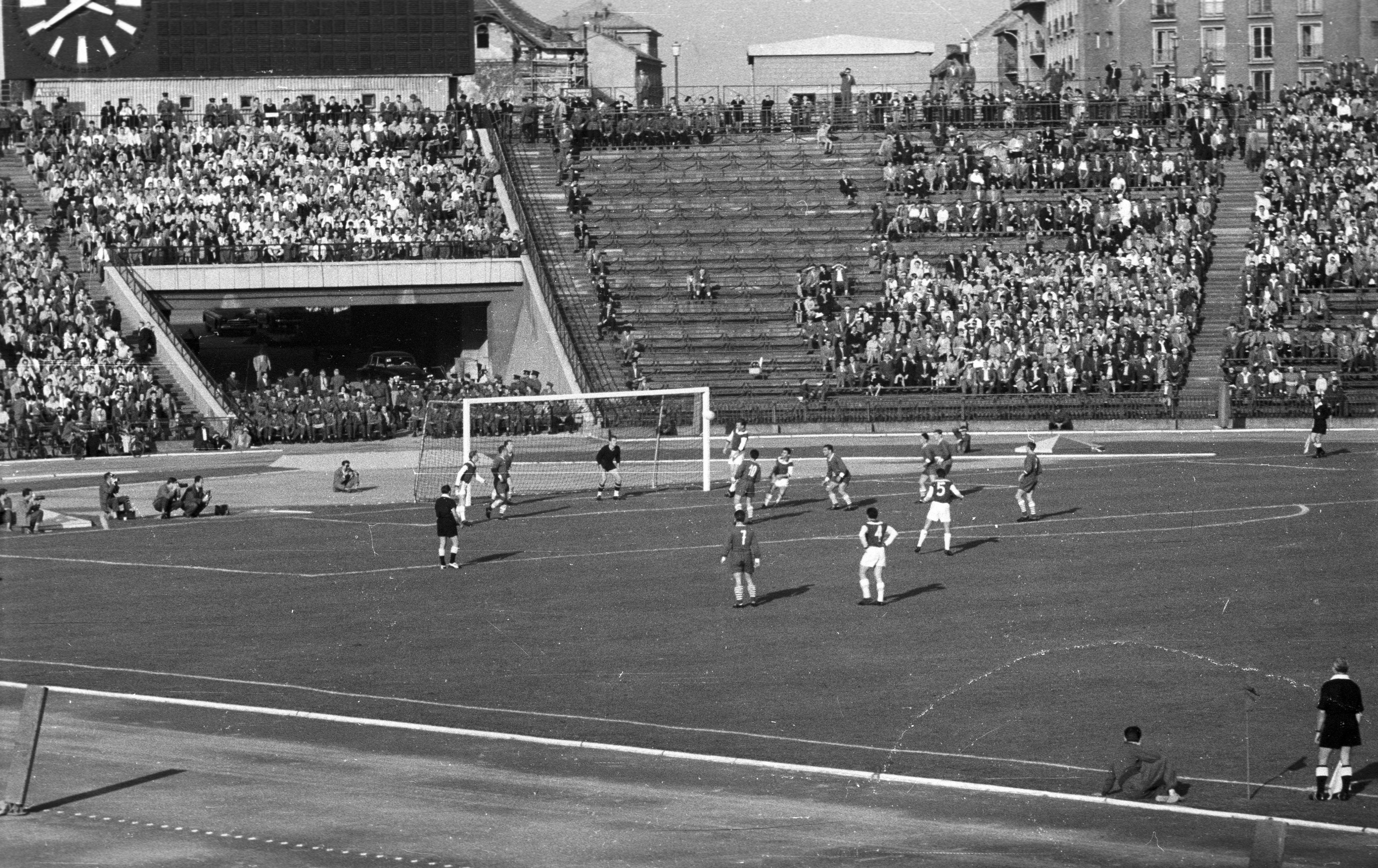
Partit Ferencváros - Újpesti Dózsa el 1960.

El futbol entra a Hongria a finals del segle xix, quan aquest país formava part de l'imperi Austrohongarès. La primera ciutat on començà a desenvolupar-se fou a la capital Budapest. Fins als 1910 el nombre de clubs apareguts a la capital fou molt gran. Entre els més destacats podem esmentar:
- 1875 Magyar Atlétikai Club (MAC)
- 1885 Budapesti TC (BTC)
- 1885 (1899 el futbol) Újpest FC
- 1887 III. Kerületi TVE
- 1888 (1901 el futbol) Magyar Testgyakorlók Köre (MTK)
- 1893 Magyar Úszó Egyesület (MUE)
- 1897 Muegyetemi Atlétikai FC (MAFC)
- 1898 Budapesti Egyetemi Atlétikai Club (BEAC)
- 1899 Ferencvárosi TC
- 1900 Budapesti Atlétikai Klub (BAK)
- 1900 33 FC
- 1900 Törekvés SE
- 1903 Typographia FC
- 1906 Vívó és Atlétikai Club (VAC)
- 1907 Erzsébetvárosi SMTK
- 1909 Kispesti AC
- 1911 Vasások
- 1912 CSTK Budapest

L'any 1897, el president del Cricketer vienès donà la Copa Challenge, establint una competició oberta a tots els clubs de futbol de l'Imperi Austrohongarès, i on els principals clubs de Budapest hi prengueren part, juntament amb equips de Viena i Praga.
El campionat hongarès de futbol s'inicià el 1901 i el primer campió fou el BTC, que repetí el següent any. Inicialment només fou disputada per clubs de la capital Budapest fins al 1926, en que, a més, es professionalitzà la competició. Des de la temporada 1907/08 es començaren a organitzar campionats regionals.
La Federació Hongaresa de Futbol (MLS, Magyar Labdarúgó Szövetség) va ser fundada l'any 1901 i s'afilià a la FIFA el 1907. El primer partit de la selecció, davant Àustria a Viena, el 1902 va ser el primer partit internacional jugat per dos equips europeus no-britànics. La selecció hongaresa destacà a la dècada de 1950, en la que fou coneguda com els poderosos magiars o l'Equip d'Or. Aquest equip fou campió olímpic el 1952 i subcampió del Món el 1954. A més, derrotà Anglaterra per 6-3 a Wembley el 1953, i mesos després per 7-1 a Budapest el 1954, la major derrota de l'equip anglès en la història. També fou campiona olímpica el 1964 i 1968, i subcampiona del món el 1938.
A la resta del país els primers clubs importants foren (alguns d'ells a territoris que actualment no formen part d'Hongria):
- 1880 Kolozsvári AC (actualment a Romania)
- 1899 Szegedi AK
- 1899 Váci Városi SE
- 1901 Kassai AC (actualment a Eslovàquia)
- 1902 Egyetértés FC
- 1904 Gyori ETO FC
- 1910 Diósgyori VTK
- 1910 Tatabányai SC
- 1910 Szolnoki MÁV FC
- 1910 Nagyváradi AC (actualment a Romania)
- 1911 Kecskeméti TE

## Competicions
- Lliga hongaresa de futbol
- Copa hongaresa de futbol
- Copa de la Lliga hongaresa de futbol
- Supercopa hongaresa de futbol

## Principals clubs
- Ferencvárosi TC (Budapest)
- Budapest Honvéd FC (Budapest)
- MTK Hungária FC (Budapest)
- Újpest FC (Budapest)
- Vasas SC (Budapest)
- Debreceni VSC (Debrecen)
- Dunaferr FC (Dunaújváros)
- Győr ETO FC (Győr)
- Kaposvári Rákóczi FC (Kaposvár)
- Diósgyőri VTK BFC (Miskolc)
- Pécsi Mecsek FC (Pécs)
- MFC Sopron (Sopron)
- Videoton FC Fehérvár (Székesfehérvár)
- Tatabánya FC (Tatabánya)
- Vác FC (Vác)
- Zalaegerszegi TE (Zalaegerszeg)

## Jugadors destacats
Fonts:
Des de 1910
- Dr. Gáspár Borbás
- Vilmos Kertész
- Kálmán Konrád
- Alfréd Schaffer
- Imre Schlosser-Lakatos

Des de 1920
- István Avar
- Elemér Berkessy
- Márton Bukovi
- Károly Fogl II
- József Fogl III
- Béla Guttmann
- Férénc Hirzer
- Jenő Kálmár
- György Orth
- Franz Platko
- József Takács II
- Károly Zsák

Des de 1930
- Sándor Bíró
- László Cseh
- Vilmos Kohut
- Lajos Korányi I
- Gyula Lázár
- Imre Markos
- István Palotás
- Dr. György Sárosi I
- László Sternberg
- Antal Szabó
- György Szűcs II
- Géza Toldi
- Pál Titkos
- József Turay

Des de 1940
- Ferenc Deák
- István Nyers I
- Ferenc Rudas
- Sándor Szűcs
- Ferenc Szusza
- Gyula Zsengellér

Des de 1950
- József Bozsik
- László Budai II
- Jenő Buzánszky
- Zoltán Czibor
- Dr. Máté Fenyvesi
- Gyula Grosics
- Nándor Hidegkuti
- Mihály Lantos
- Sándor Kocsis
- László Kubala
- Gyula Lóránt
- Péter Palotás
- Ferenc Puskás
- Károly Sándor
- József Zakariás

Des de 1960
- Flórián Albert
- Ferenc Bene
- János Farkas
- János Göröcs
- Sándor Mátrai
- Kálmán Mészöly
- Ferenc Sipos
- Ernő Solymosi
- Lajos Tichy
- Zoltán Varga

Des de 1970
- Antal Dunai II
- László Fazekas
- Tibor Nyilasi
- András Törőcsik

Des de 1980
- Lajos Détári
- Imre Garaba

Des de 1900
- József Kiprich
- Kálmán Kovács

Des de 2000
- Zoltán Gera
- Gábor Király

Des de 2010
- Balázs Dzsudzsák
- Ádám Szalai

## Principals estadis

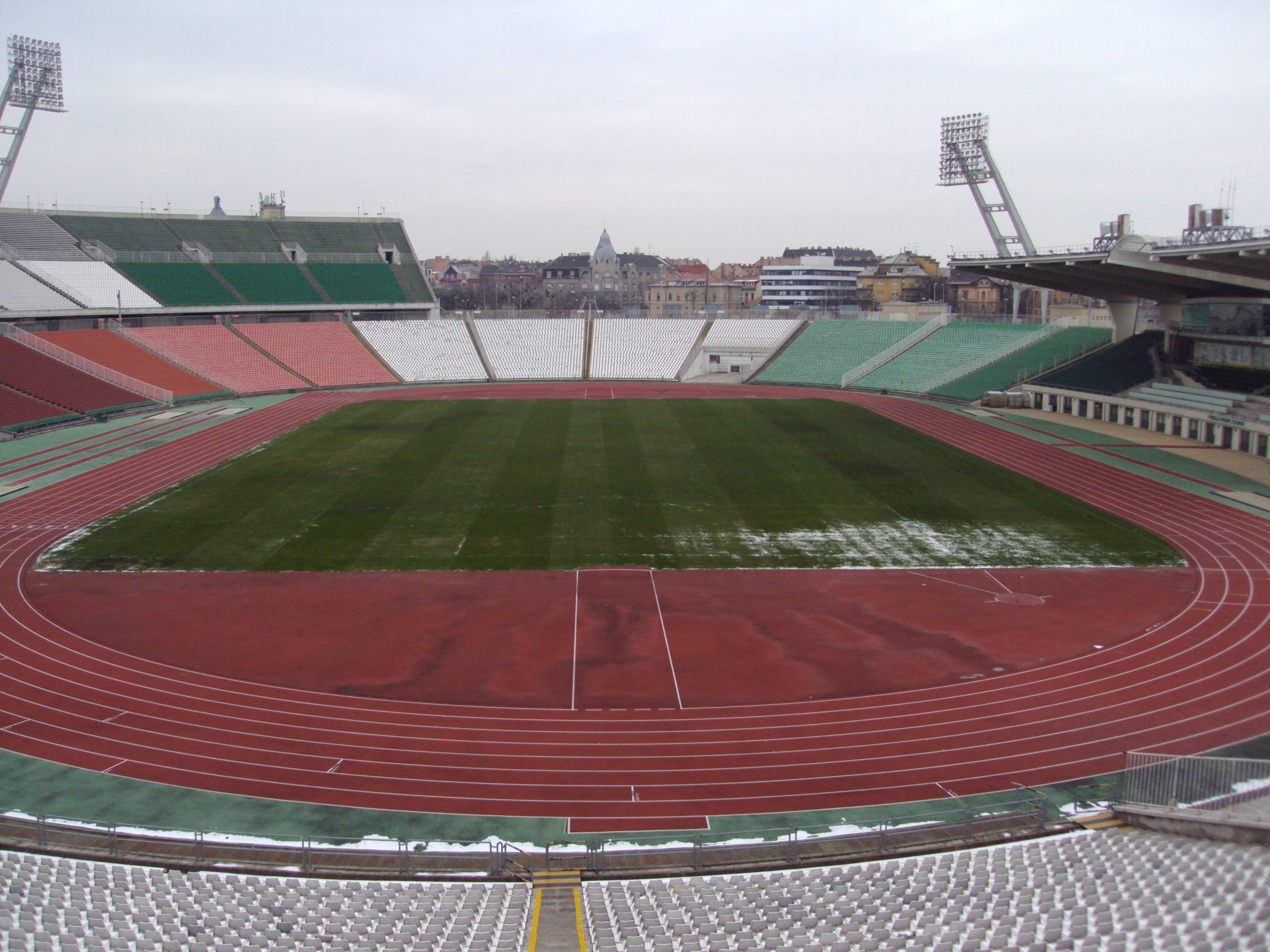
Estadi Ferenc Puskás.

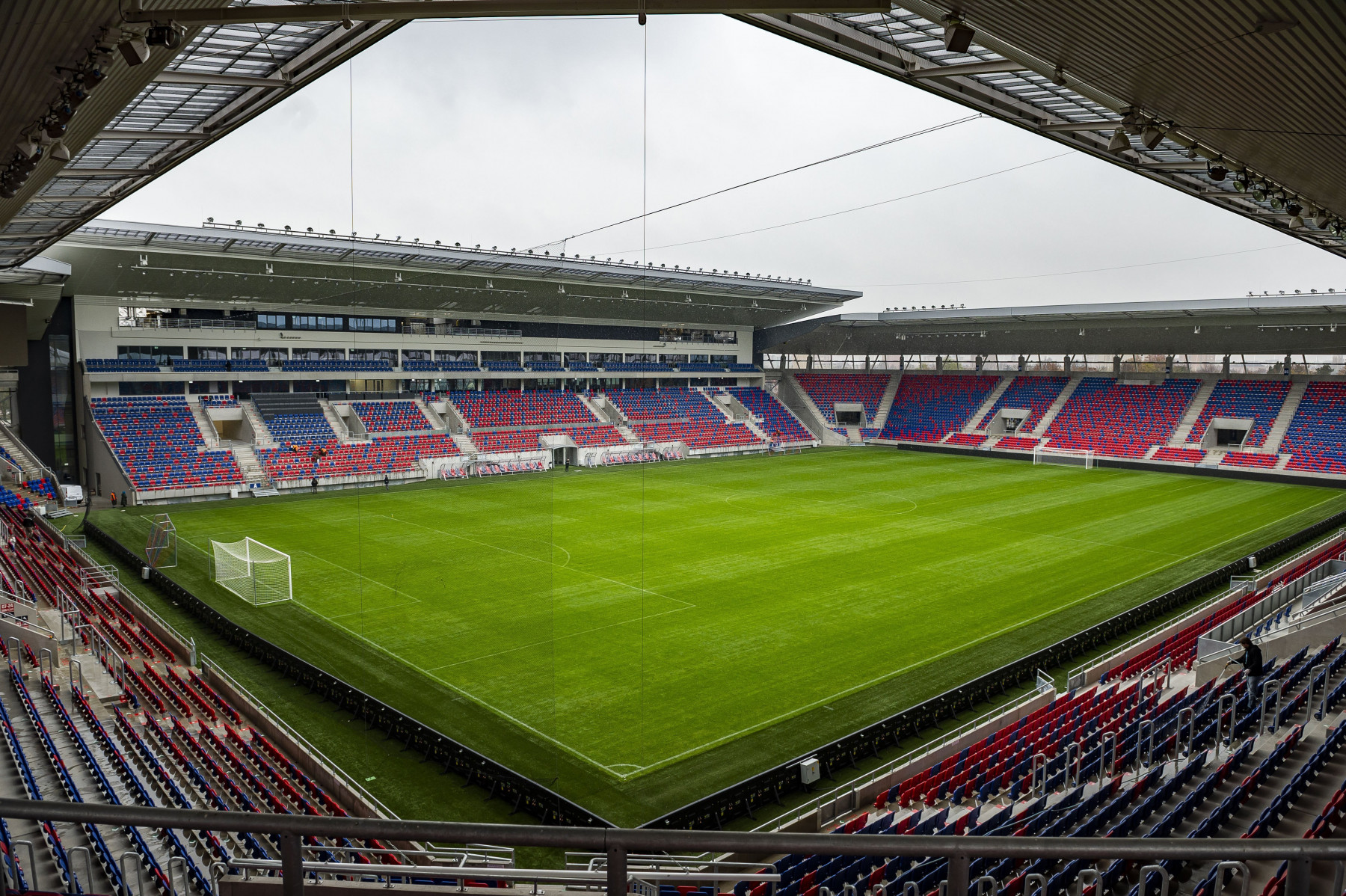
MOL Aréna Sóstó.

| Estadi            | Ciutat         | Capacitat | Construcció |
| ----------------- | -------------- | --------- | ----------- |
| Puskás Aréna      | Budapest       | 67.215    | 2019        |
| Groupama Arena    | Budapest       | 22.043    | 2014        |
| Nagyerdei Stadion | Debrecen       | 20.340    | 2014        |
| ETO Park          | Győr           | 15.600    | 2008        |
| Diósgyőri Stadion | Miskolc        | 15.325    | 2018        |
| MOL Aréna Sóstó   | Székesfehérvár | 14.201    | 2018        |

Estadis desapareguts
| Estadi                                    | Ciutat   | Capacitat | Activitat |
| ----------------------------------------- | -------- | --------- | --------- |
| Estadi Ferenc Puskás (Népstadion)         | Budapest | 38.652    | 1953-2017 |
| Estadi Flórián Albert (Üllői úti stadion) | Budapest | 20.000    | 1911-2013 |